# مارغريت وولف
مارغريت وولف (بالإنجليزية: Marguerite Wolff)‏ هي محامية بريطانية، ولدت في 10 ديسمبر 1883 في لندن الكبرى في المملكة المتحدة، وتوفيت في 21 مايو 1964.